# Jin Jue a la millor actriu
El Jin Jue a la millor actriu (金爵奖最佳女演员, en anglès Golden Goblet Award for Best Actress) és un premi atorgat a les actrius de la categoria principal de competició al Festival Internacional de Cinema de Xangai.

## Guanyadors
| Any  | Pel·lícula                | Actriu                                                           |
| ---- | ------------------------- | ---------------------------------------------------------------- |
| 1993 | Sopyonje                  | Jung-hae Oh                                                      |
| 1995 | Red Cherry                | Guo Keyu                                                         |
| 1996 | Sur un air de mambo       | Catherine Jacob                                                  |
| 1997 | Settlement                | Pan Yu                                                           |
| 1999 | Genghis Khan              | Ai Liya                                                          |
| 2001 | Pieniądze to nie wszystko | Stanisława Celińska                                              |
| 2001 | The Full Moon             | Peng Yu                                                          |
| 2002 | Life Show                 | Tao Hong                                                         |
| 2003 | No concedit               |                                                                  |
| 2004 | Shanghai Story            | Josephine Koo                                                    |
| 2005 | A Time to Love            | Zhao Wei                                                         |
| 2006 | Dennis van Rita           | Els Dottermans                                                   |
| 2007 | Frei nach Plan            | Corinna Harfouch, Dagmar Manzel, Kirsten Block, Christine Schorn |
| 2008 | Václav                    | Emília Vášáryová                                                 |
| 2009 | Kærestesorger             | Simone Tang                                                      |
| 2010 | Baciami ancora            | Vittoria Puccini                                                 |
| 2011 | Folk Songs Singing        | Lü Xingchen                                                      |
| 2012 | El sueño de Lú            | Úrsula Pruneda                                                   |
| 2013 | Unbeatable                | Crystal Lee                                                      |
| 2014 | Mikra Anglia              | Pinelopi Tsilika                                                 |
| 2015 | Kätilö                    | Krista Kosonen                                                   |
| 2016 | Danchi                    | Naomi Fujiyama                                                   |
| 2017 | Yellow                    | Sareh Bayat                                                      |
| 2018 | Tadoussac                 | Isabelle Blais                                                   |
| 2019 | Inhale-Exhale             | Salome Demuria                                                   |
| 2021 | Amateurs                  | Marzena Gajewska                                                 |
| 2023 | 658km, Yoko no Tabi       | Rinko Kikuchi                                                    |